# Friedrich Wöhler
Friedrich Wöhler (ur. 31 lipca 1800 w Eschersheim koło Frankfurtu nad Menem, zm. 23 września 1882 w Getyndze) – niemiecki chemik.
W latach 1831–1836 był profesorem chemii na politechnice w Kassel, a w latach 1836-1882 profesorem chemii i medycyny na Uniwersytecie w Getyndze. Był członkiem Towarzystwa Królewskiego w Londynie (Royal Society) i Francuskiej Akademii Nauk. Laureat Medalu Copleya. W 1864 otrzymał Pour le Mérite za Naukę i Sztukę
W 1828 jako pierwszy otrzymał związek organiczny – mocznik z substancji nieorganicznej, w procesie współcześnie nazywanym syntezą Wöhlera wskazując możliwość powstawania związków organicznych bez udziału tzw. siły życiowej, co przyjmuje się za początek chemii organicznej.
Otrzymał metaliczny glin w 1827 (niektóre źródła twierdzą, że glin jako pierwszy otrzymał Hans Christian Ørsted w 1825 roku), wolny fosfor i beryl (1828). Zapoczątkował badania izomerii, odkrył karbid (węglik wapnia) i opracował metodę otrzymywania z niego acetylenu, otrzymał i opisał wiele związków organicznych. Udoskonalił też metodę otrzymywania glinu i przeprowadzał badania nad związkami krzemu, boru i tytanu.